# Růžov (Stražisko)
Růžov je bývalá vesnice, dělí se na dvě části a součásti obce Stražisko v okrese Prostějov. Horní Růžov se nachází asi 1,5 km na severovýchod od Stražiska, Dolní Růžov je spojen se Stražiskem v jeden celek. Koupaliště a jeho okolí je v Dolní Růžově. V roce 2009 zde bylo evidováno 117 adres. V roce 2001 zde trvale žilo 39 obyvatel.
Růžov leží v katastrálním území Růžov na Moravě o rozloze 1,26 km².

## Historie
První písemná zmínka o obci pochází z roku 1786.

## Obyvatelstvo

### Struktura
Vývoj počtu obyvatel za celou obec i za jeho jednotlivé části uvádí tabulka níže, ve které se zobrazuje i příslušnost jednotlivých částí k obci či následné odtržení.
| Místní části   | Místní části | 1869 | 1880 | 1890 | 1900 | 1910 | 1921 | 1930 | 1950 | 1961 | 1970 | 1980 | 1991 | 2001 | 2011 |
| -------------- | ------------ | ---- | ---- | ---- | ---- | ---- | ---- | ---- | ---- | ---- | ---- | ---- | ---- | ---- | ---- |
| Počet obyvatel | část Růžov   | 243  | 249  | 255  | 225  | 272  | 290  | 265  | 226  | 237  | 237  | 198  | 157  | 160  | 158  |
| Počet domů     | část Růžov   | 40   | 43   | 43   | 43   | 46   | 48   | 56   | 63   | 0    | 66   | 60   | 73   | 68   | 80   |

## Pamětihodnosti
- Kaple sv. Gottharda

## Fotogalerie

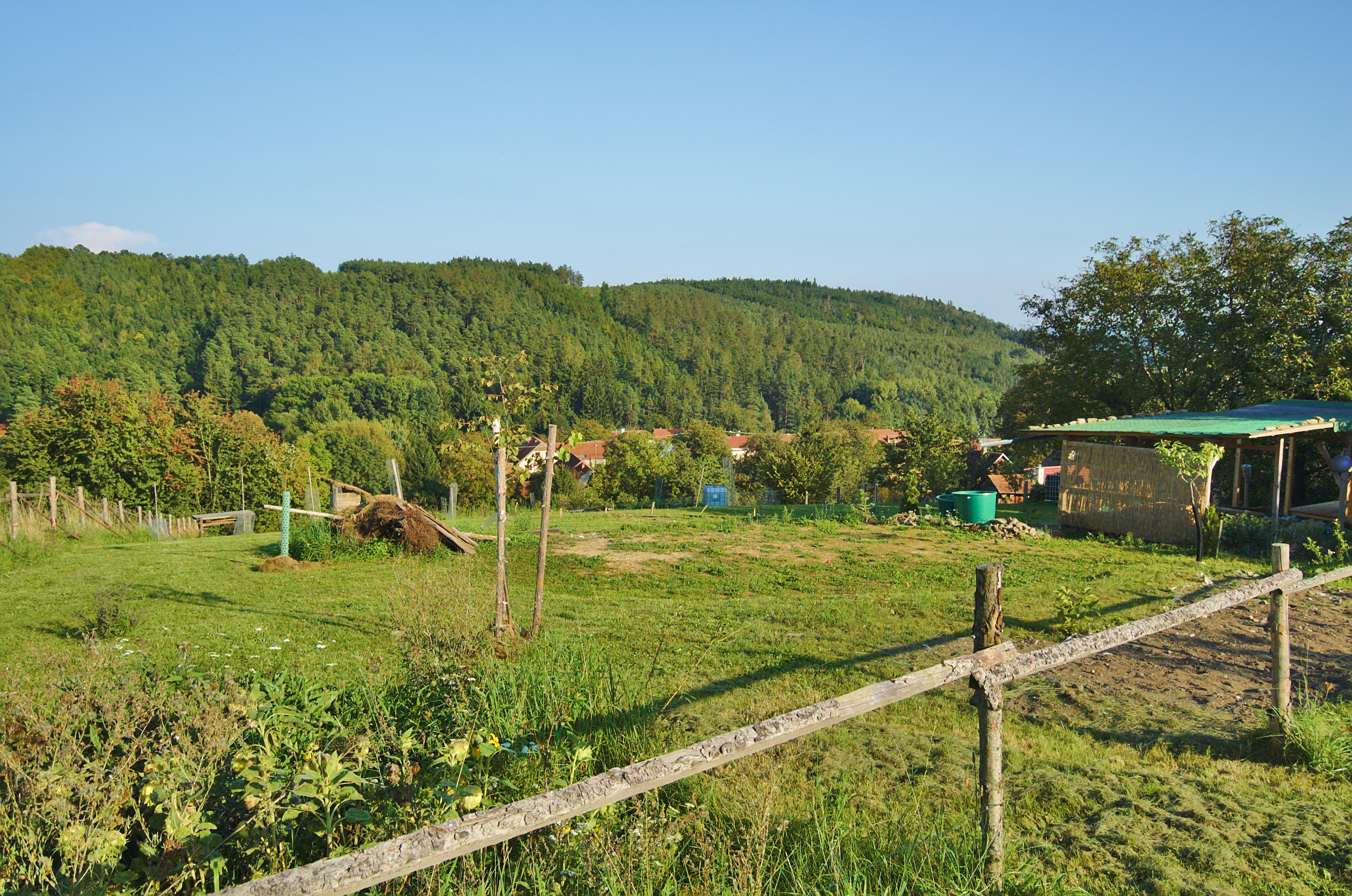
Pohled na vesnici od západu
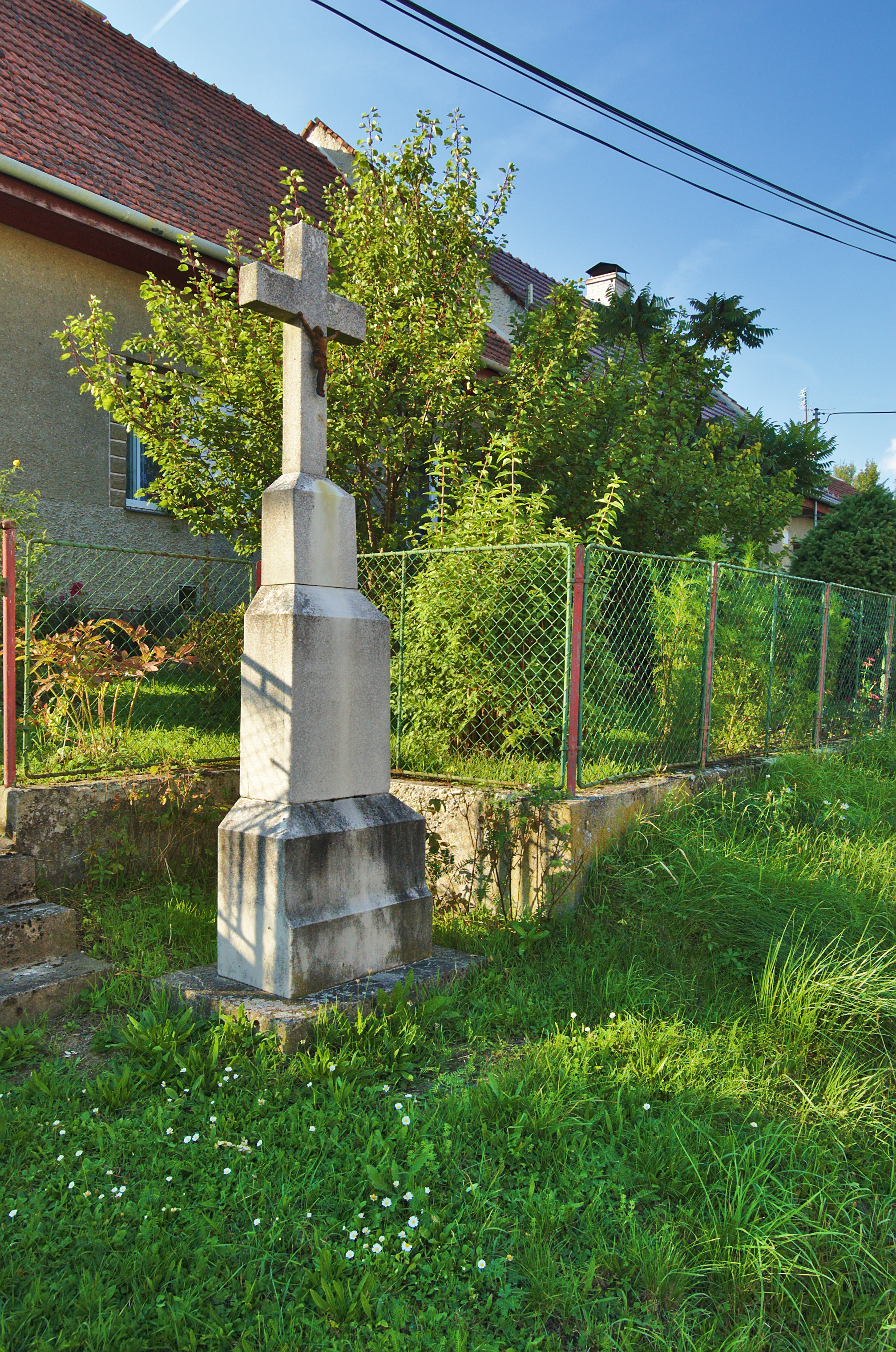
Kříž uprostřed obce
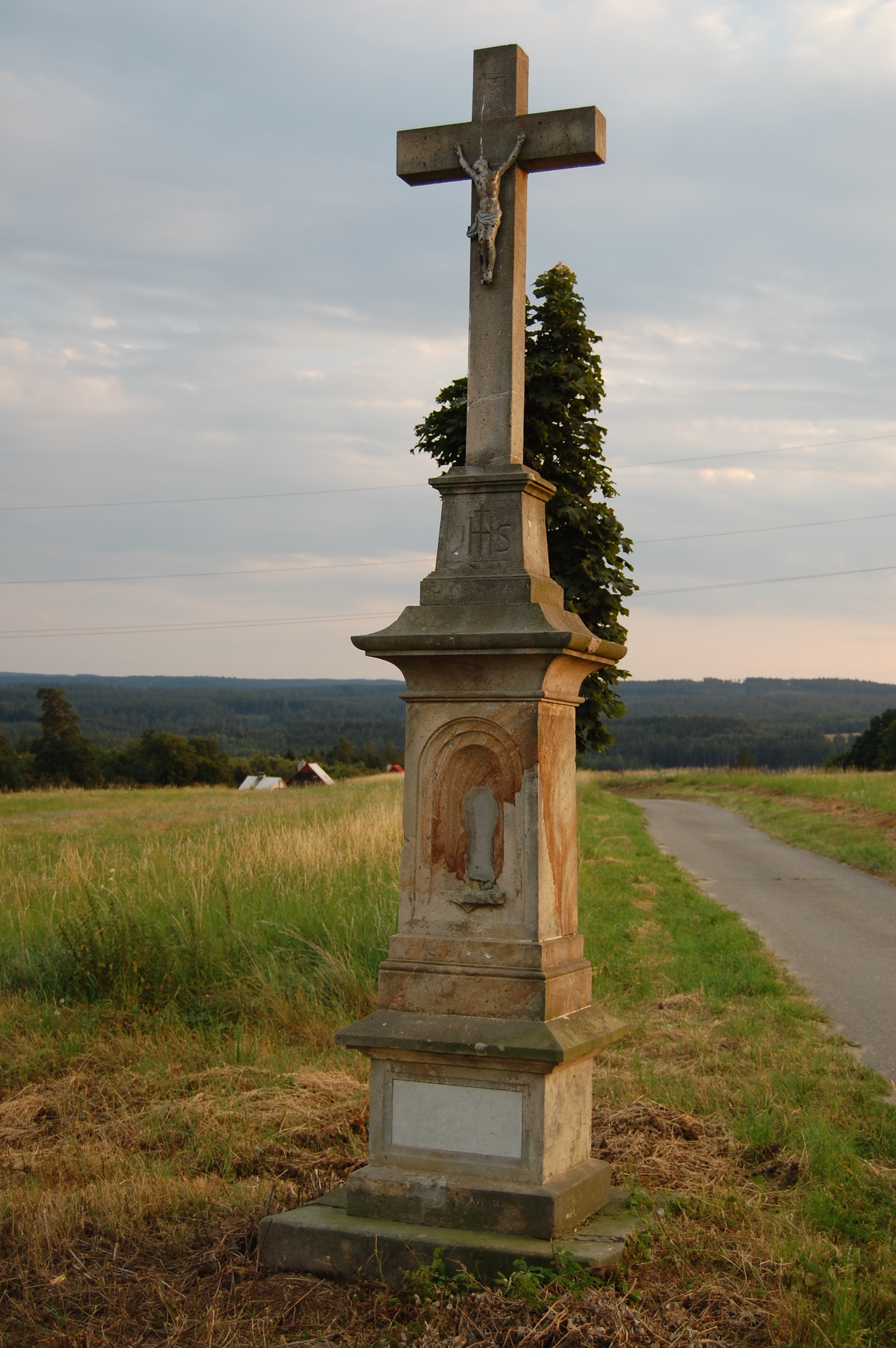
Kříž nad obcí